# Pantoporia godmani
Pantoporia godmani är en fjärilsart som beskrevs av Otto Staudinger 1889. Pantoporia godmani ingår i släktet Pantoporia och familjen praktfjärilar. Inga underarter finns listade i Catalogue of Life.